# 西村章三
西村 章三（にしむら しょうぞう、1933年（昭和8年）12月18日 - ）は、日本の政治家。元衆議院議員（通算6期）。民社党委員長を務めた西村栄一の甥。衆議院議員の西村眞悟は従弟。

## 概要
大阪府出身。1958年（昭和33年）立命館大学法学部卒。西村栄一の秘書を15年務めたあと、大阪府議会議員1期を経て、1976年（昭和51年）民社党から衆院議員に当選。1990年（平成2年）落選。1996年（平成8年）新進党の比例四国ブロックより返り咲く。1998年（平成10年）1月自由党に参加。通算6期務めた。2000年（平成12年）引退。2004年（平成16年）、旭日重光章を受章。

## 略歴
- 大阪府議会議員（1期）を経て、1972年12月、第33回衆議院議員総選挙に旧大阪5区より民社党公認で出馬、落選。
- 1976年12月、第34回衆議院議員総選挙に旧大阪5区より民社党公認で出馬、初当選。以後、連続当選5回。
- 1990年2月、第39回衆議院議員総選挙にて落選。同年4月、民社党副委員長就任。
- 1994年12月、民社党解党。
- 1996年10月、第41回衆議院議員総選挙にて比例四国ブロックに新進党公認（名簿単独2位）で出馬、当選。6選。
- 1997年12月、新進党解党。
- 1998年1月、自由党結成に参加。
- 2000年6月、第42回衆議院議員総選挙に出馬せず、引退を表明。